# بابکن هاروتیونیان
بابکن گارگینی هاروتیونیان (ارمنی: Բաբկեն Հարությունի Հարությունյան؛ زادهٔ ۴ مارس ۱۹۴۱ - درگذشته ۲۶ فوریهٔ ۲۰۱۳) تاریخ‌نگار اهل ارمنستان بود.

## زندگی
وی در ۴ مارسِ ۱۹۴۱ در ایروان به دنیا آمد و از دانشکده تاریخ دانشگاه دولتی ایروان فارغ‌التحصیل شد. وی برنده جوایزی همچون مدال موسس خورناتسی (۲۰۰۶) و دانشمند شایسته جمهوری ارمنستان است. وی در ۲۶ فوریه ۲۰۱۳ در سن ۷۱ سالگی در ایروان درگذشت.